# Таганская (станция метро, Кольцевая линия)
«Тага́нская» — станция Московского метрополитена на Кольцевой линии. Связана пересадкой с одноимённой станцией на Таганско-Краснопресненской линии и станцией «Марксистская» на Калининской линии. Расположена в Таганском районе (ЦАО) под Гончарной улицей. Названа по Таганской площади, на которой находится её вестибюль (на момент открытия вестибюль выходил на Верхнюю Таганскую площадь, которая в 1963 году была объединена с Нижней). Открыта 1 января 1950 года в составе участка «Курская» — «Парк культуры». Пилонная трёхсводчатая станция глубокого заложения с одной островной платформой.

## История
В первоначальные планы Московского метрополитена Кольцевая линия не входила. Вместо неё планировалось строительство «диаметральных» линий с пересадками в центре города. Первый проект Кольцевой линии появился в 1934 году. Тогда планировалось построить эту линию под Садовым кольцом с 17 станциями. По проекту 1938 года планировалось построить линию значительно дальше от центра, чем построили впоследствии. Планировались станции «Усачёвская», «Калужская Застава», «Серпуховская Застава», «Завод имени Сталина», «Остапово», «Завод Серп и Молот», «Лефортово», «Спартаковская», «Красносельская», «Ржевский вокзал», «Савёловский вокзал», «Динамо», «Краснопресненская Застава», «Киевская». В 1941 году проект Кольцевой линии изменили. Теперь её планировали построить ближе к центру. В 1943 году было принято решение о внеочередном строительстве Кольцевой линии по нынешней трассе с целью разгрузки пересадочного узла «Охотный Ряд» — «Площадь Свердлова» — «Площадь Революции».
Кольцевая линия стала четвёртой очередью строительства. В 1947 году планировалось сдать линию четырьмя участками: «Центральный парк культуры и отдыха» — «Курская», «Курская» — «Комсомольская», «Комсомольская» — «Белорусская» (затем был объединён со вторым участком) и «Белорусская» — «Центральный парк культуры и отдыха». Первый участок, «Парк культуры» — «Курская», был открыт 1 января 1950 года, второй, «Курская» — «Белорусская», — 30 января 1952 года, и третий, «Белорусская» — «Парк культуры», замыкающий линию в кольцо, — 14 марта 1954 года.
Станция открыта в 1950 году в составе участка «Парк культуры» — «Курская», после ввода в эксплуатацию которого в Московском метрополитене стало 35 станций. В том же году станция стала опытной площадкой для испытаний новых малогабаритных поломоечных машин.
В 1966 году в южном торце станции был открыт переход на станцию «Таганская» Таганско-Краснопресненской линии. В 1967 году одной из первых станций, на которых началась установка разменных установок, стала «Таганская». В 1972 году на станции впервые в Московском метрополитене был установлен опытный световой указатель. В 1979 году в центре зала был сооружён переход на станцию «Марксистская» Калининской линии.
С 18 ноября 2005 по 20 декабря 2006 года вестибюль станции был закрыт на реконструкцию и замену эскалаторов, полностью выработавших свой ресурс. Кроме того, проведена замена полов, кровли, установка нового кассового модуля, турникетов новой конструкции, новых дверей, а также обновление инженерных сетей и устройств метрополитена.

## Архитектура и оформление

### Вестибюль

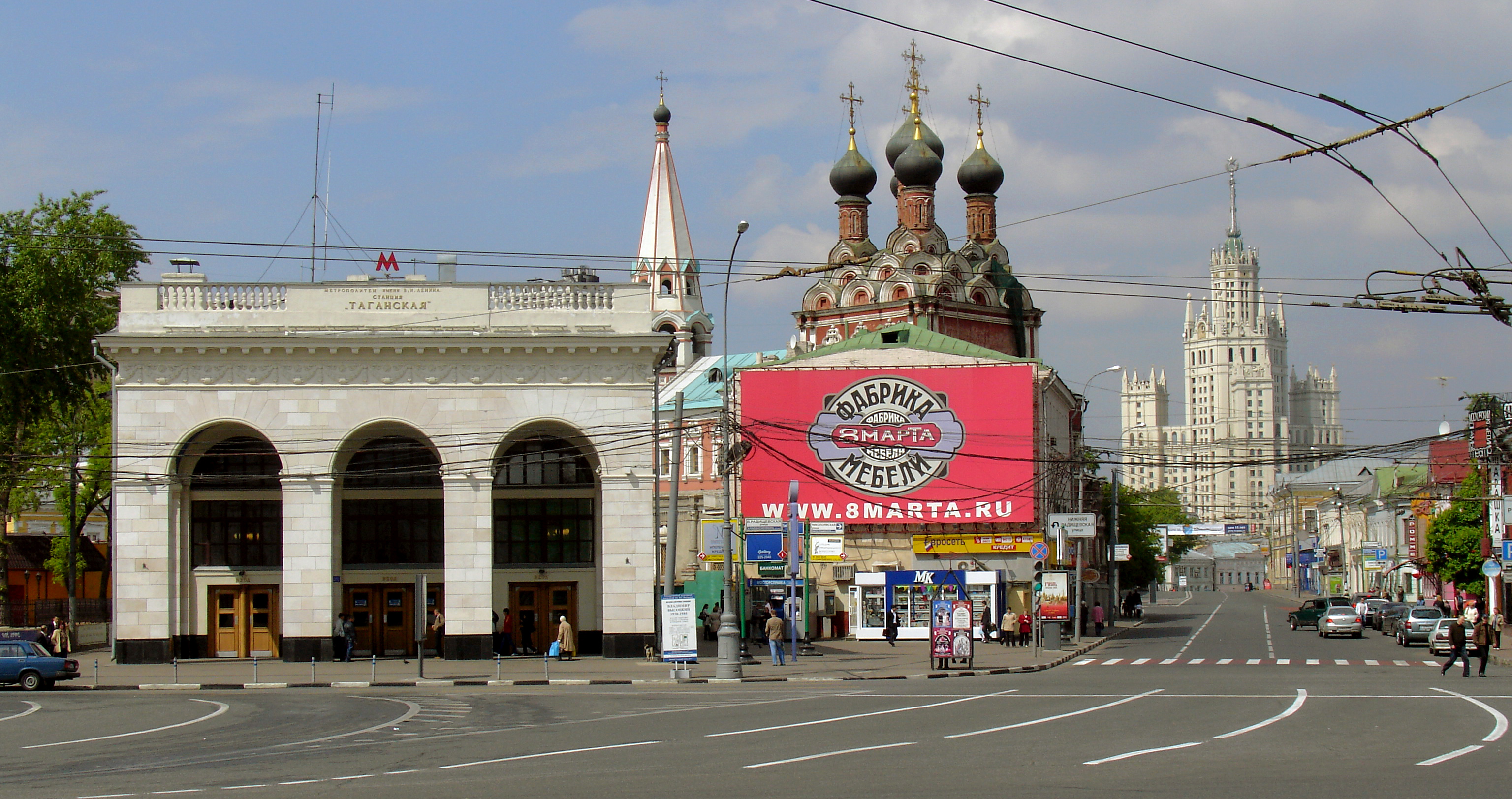
Северо-западная часть Таганской площади. Слева — вестибюль станции, в центре — церковь Святого Николая, справа, на заднем плане — высотное здание на Котельнической набережной, 2008 г.

Наземный вестибюль расположен на углу Таганской площади и Верхней Радищевской улицы и представляет собой серое трёхэтажное, прямоугольное в плане здание с мощным порталом перед фасадом со стороны площади. У портала три фронтальные и две боковые арки. Арочные входы украшены гирляндами на фризе. Потолок портала состоит из трёх сложных ребристых куполов и выкрашен в синий цвет.
За входом — узкое прямоугольное помещение, «сени» вестибюля, а за ними — квадратный кассовый зал. Свод опирается на четыре гранёные колонны, по две с каждой стороны, и на четыре полуколонны в стенах зала под его углами. На своде глубокие квадратные кессоны со ступенчатыми краями. Колонны и стены кассового зала снизу отделаны светлым мрамором Прохоро-Баландинского и Газганского месторождений, пол — плитами красного гранита с полосами чёрного диабаза.
Через арку с турникетами вход в эскалаторный зал, который представляет собой обширное прямоугольное помещение со сложным крестовым куполом над центром. В вершине купола лепная розетка. В стене, противоположной входу, — верхняя арка эскалаторного входа, слева от него — выход на Верхнюю Радищевскую улицу, справа — дополнительные двери на выход на Нижнюю Радищевскую улицу, которые не используются в работе метрополитена.

### Станционные залы
«Таганская» — пилонная станция глубокого заложения с тремя сводами. На момент открытия станция, расположенная на глубине 53 метра, являлась самой глубокой в Московском метро. Авторы проекта — К. С. Рыжков и А. А. Медведев. Диаметр центрального зала — 9,5 метра.
Пилоны станции плавно переходят в своды центрального и боковых залов. Проходы между пилонами высокие, со сложными крестовыми куполами. Над арочными проёмами проходов своды с обеих сторон осложнены стрельчатыми кессонами. Кроме того, и все своды оформлены неширокими выпуклыми лепными поясами, образующими крупные ромбы, вытянутые поперёк сводов.

На пилонах со стороны зала и платформ во всю высоту сделаны неглубокие стрельчатые ниши с майоликовыми панно военной тематики (скульпторы Е. П. Блинова, П. М. Кожин, А. Г. Сотников, А. Д. Бржезицкая, З. С. Соколова). 

Панно с левой стороны от входа на станцию
Слава героям-пехотинцам
Слава героям-партизанам
Слава героям-морякам
Слава героям-артиллеристам
Слава героям-кавалеристам
Слава партизанам
Слава героям-пехотинцам
Слава героям-летчикам

Панно с правой стороны от входа на станцию
Слава героям-артиллеристам
Слава героям-железнодорожникам
Слава героям-танкистам
Слава героям-пехотинцам
Слава героям-летчикам
Слава героям-морякам
Слава героям-танкистам
Слава героям-железнодорожникам

В центре этих композиций находятся круглые медальоны с профилями бойцов Красной Армии и со знаками различия видов войск. Ниже на белом майоликом «свитке» написано: «Слава героям — [род войск]!». Среди родов войск моряки, танкисты, артиллеристы, лётчики, кавалеристы, пехотинцы, железнодорожники, партизаны. Между медальоном и надписью — изображение соответствующего оружия и боевых сцен. Вокруг главного медальона размещаются малые с изображениями героев истории России. По фону идёт рельефный майоликовый орнамент «травами». Всего панно 32, из них каждое повторяется четырежды. Панно в центральном зале имеют голубой фон, в боковых — белый.

Нижняя часть пилона облицована белым мрамором, а цоколь — чёрным с белыми прожилками. Путевые стены оформлены белым рельефным кафелем с мраморными пилястрами в виде колонн напротив пилонов. Пол в центральном зале выложен из квадратных плит серого гранита и чёрного габбро, прерывающимися вставками восьмиконечных звёзд красного гранита в красных рамах.
Станционные залы освещаются оригинальными люстрами работы А. И. Дамского, висящими по оси сводов в центрах ромбических кессонов. Они многорожковые, с витыми деталями и синими стеклянными вазами снизу. Автор вспоминал, что стремился к стилистическому единству люстр с интерьером. Цветовое решение люстр перекликается с оформлением пилонов.

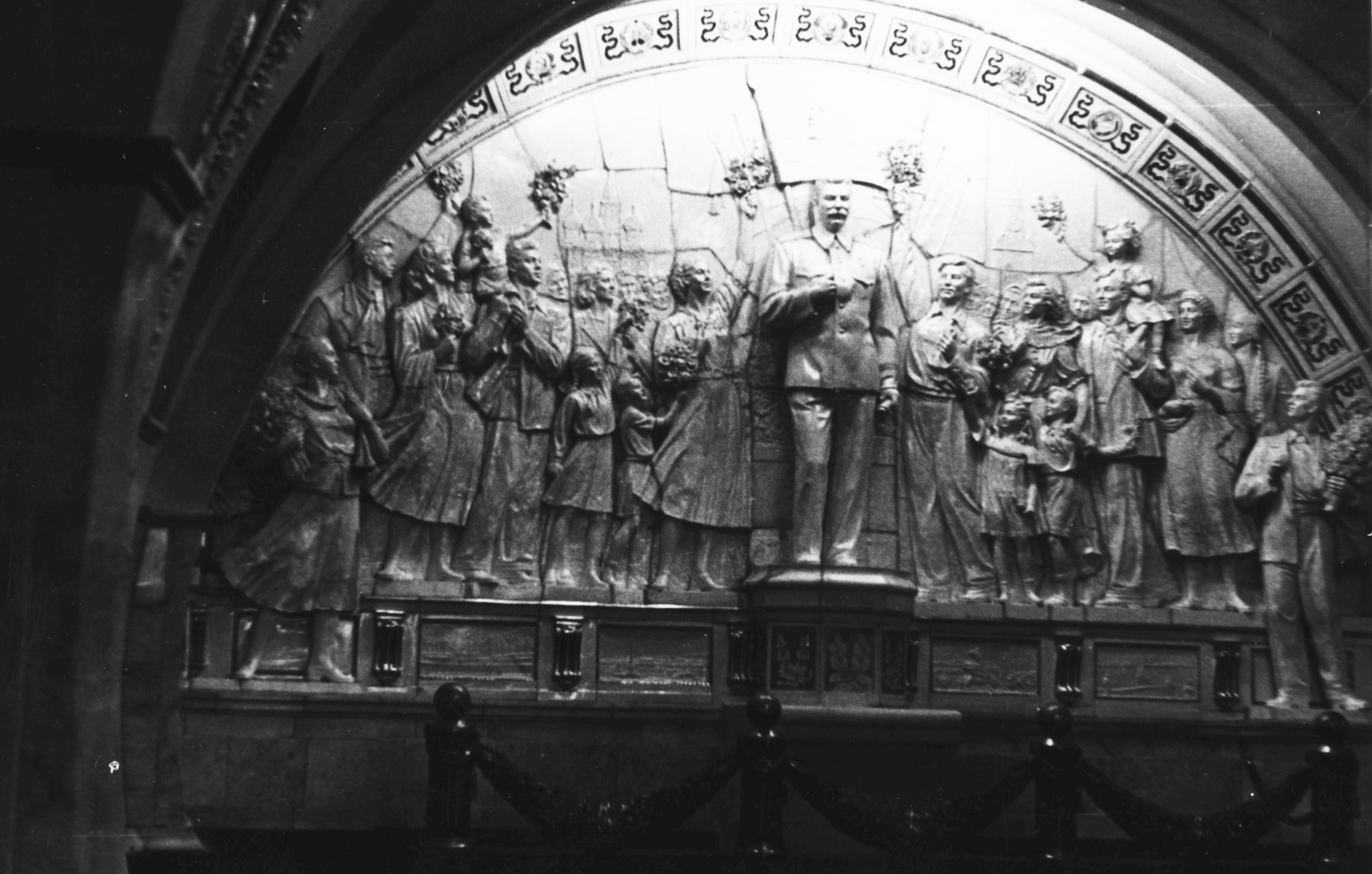
Скульптурная композиция со Сталиным в торце платформы (фото 1960 г.)

В южном торце, где ныне находится переход на Таганско-Краснопресненскую линию, ранее располагалась скульптурная композиция, изображавшая И. В. Сталина в окружении трудящихся и детей на Красной площади (скульпторы — Е. П. Блинова и П. А. Баландин). Под ней были расположены четыре мраморные таблички с изображениями городов-героев Ленинграда, Сталинграда, Севастополя и Одессы (эти города Сталин назвал героями в своём приказе от 1 мая 1945 года). Композиция была заменена на панно с портретом В. И. Ленина и гербами республик СССР, однако и это панно было убрано в связи с постройкой перехода. 

Скульптурная композиция в переходе, май 2025

15 мая 2025 года барельеф со Сталиным был восстановлен и размещён в переходе между станциями.

### Промежуточный зал
Два последовательных эскалаторных наклона, по которым осуществляется вход на станцию, разделены промежуточным залом. Это круглый зал под сферическим куполом. По стенам с равными промежутками размещены пилястры, как бы подпирающие широкий гладкий фриз. Поверхность купола покрыта глубокими квадратными кессонами. По мере приближения к вершине кессоны уменьшаются, что визуально придаёт куполу дополнительную высоту. В вершине купола находится панно «Салют Победы» работы А. К. Ширяевой. На нём изображено небо Москвы в ночь победных салютов и реющее советское знамя. Стены зала между пилястрами облицованы мрамором «ороктой» сиреневого оттенка, пилястры сделаны из белого мрамора. Ещё одним эскалатором этот зал связан с наземным вестибюлем. Оси этих двух эскалаторных тоннелей расположены практически под прямым углом друг к другу.

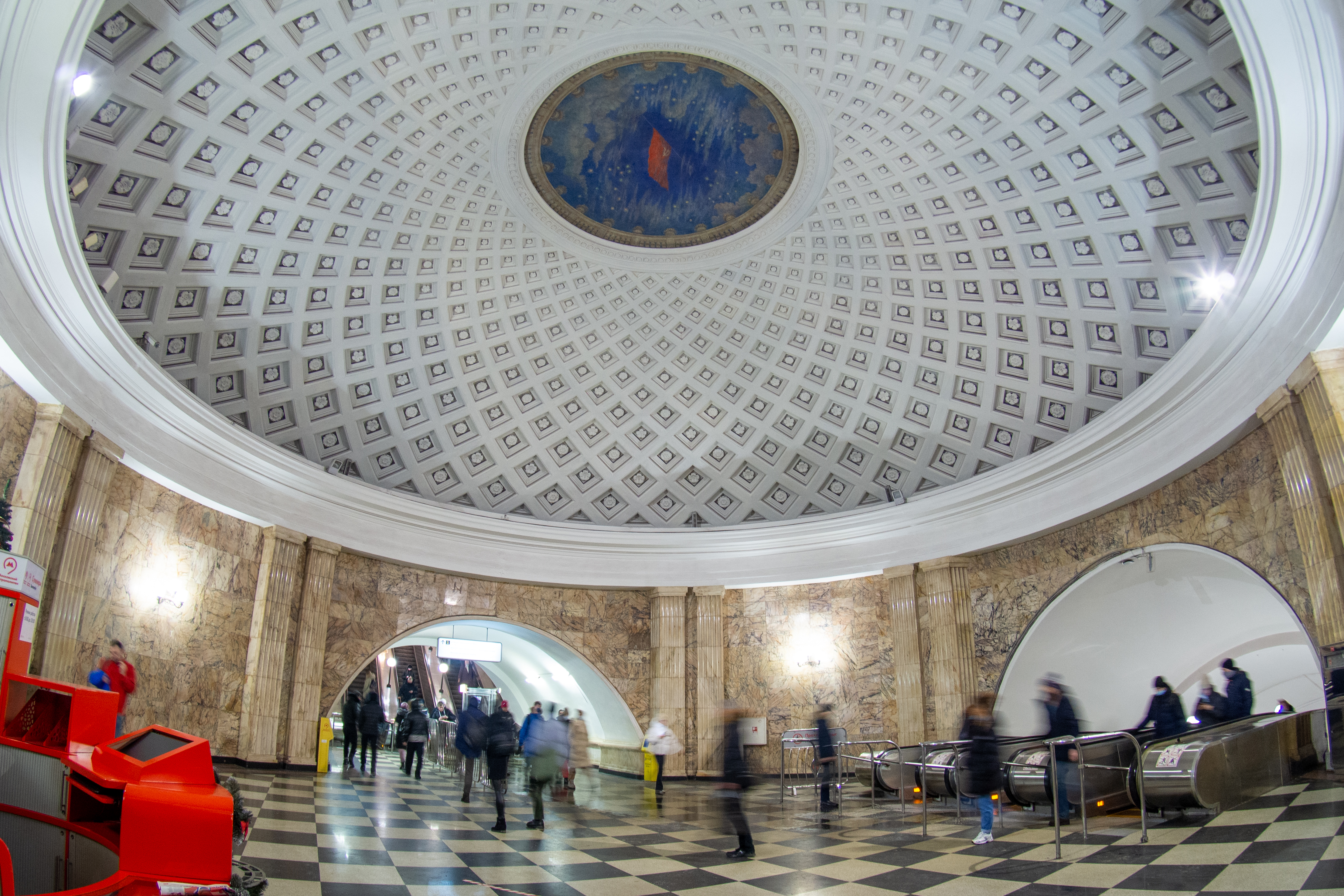
Промежуточный вестибюль (2022)

Над залом расположена церковь Святителя Николая. В 1944 году, при строительстве станции метро «Таганская» и перестройки Таганской площади была предпринята попытка разрушить храм, были уничтожены главы и верхушка колокольни, но от окончательного уничтожения его спасло присвоение статуса памятника архитектуры. Поэтому при строительстве промежуточного зала метро инженеры решили сделать железобетонный цилиндр на поверхности и опускать его на нужную глубину, а затем соорудить над ним купол.

### Переходы
Переход на одноимённую станцию Таганско-Краснопресненской линии начинается в южном торце станции. Там лестница ведёт в дополнительную сводчатую камеру на более высоком уровне, из которой по мостикам через платформу в сторону станции «Курская», которые разделены на три сводчатых прохода, можно попасть в сводчатый эскалаторный зал. Эскалатор соединяет с западным торцом «Таганской»-радиальной.
Переход на станцию «Марксистская» Калининской линии осуществляется из центра зала по лестницам и мостикам через платформу в сторону «Курской». В переходном аванзале — эскалатор вниз, в западный торец «Марксистской».
В марте 2002 года пассажиропоток по входу составлял 57 300 человек, по выходу — 56 тысяч человек.

### Фотографии

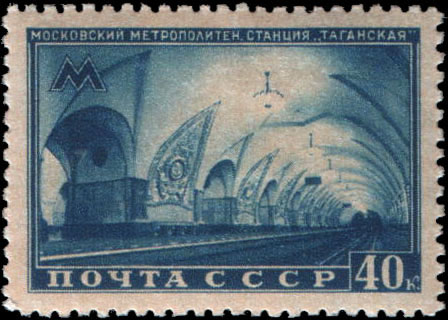
Изображение станции на почтовой марке 1950 года стоимостью 40 копеек
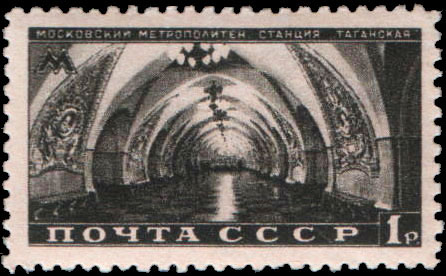
Изображение станции на почтовой марке 1950 года стоимостью 1 рубль
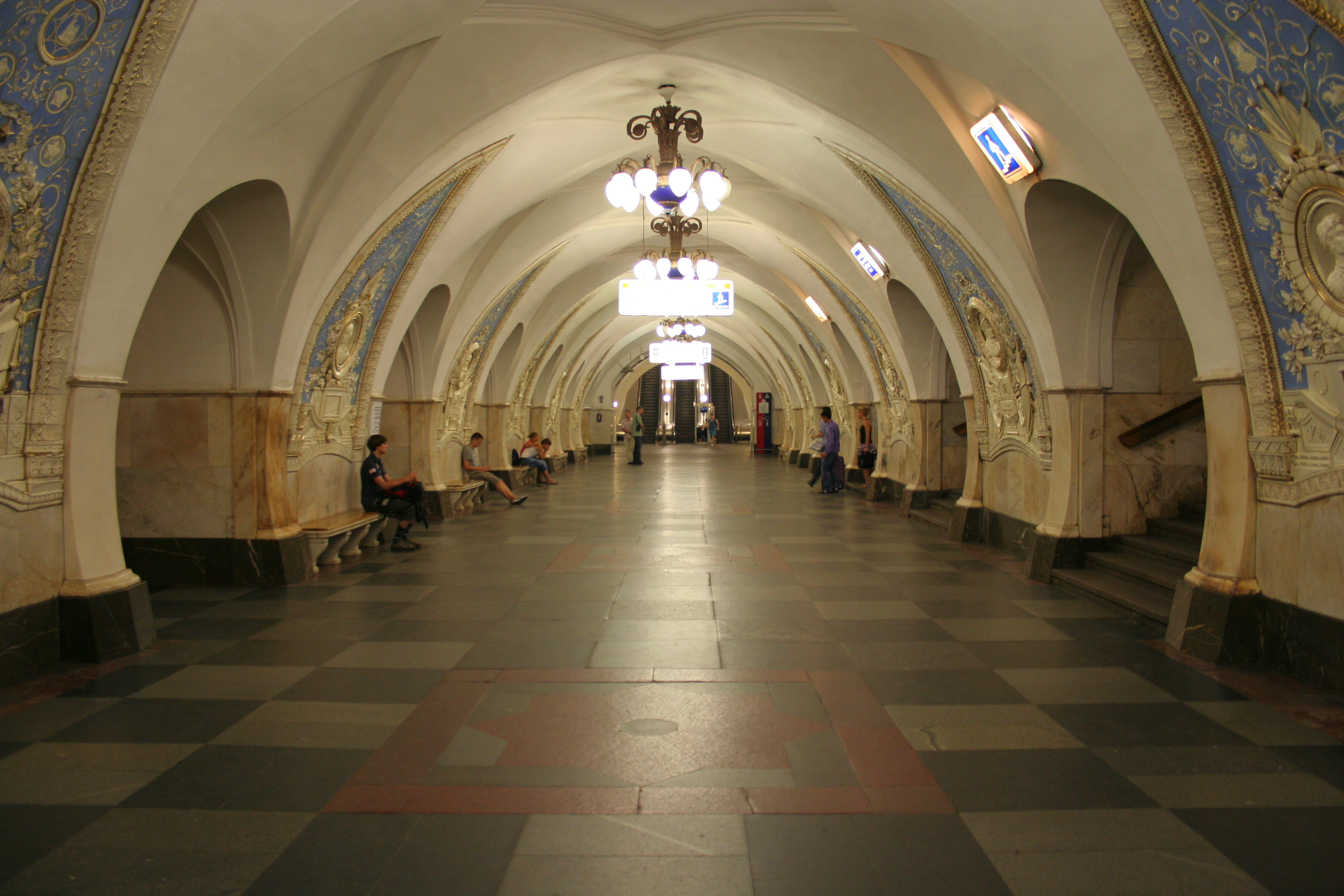
Зал станции, 27 июля 2010 года
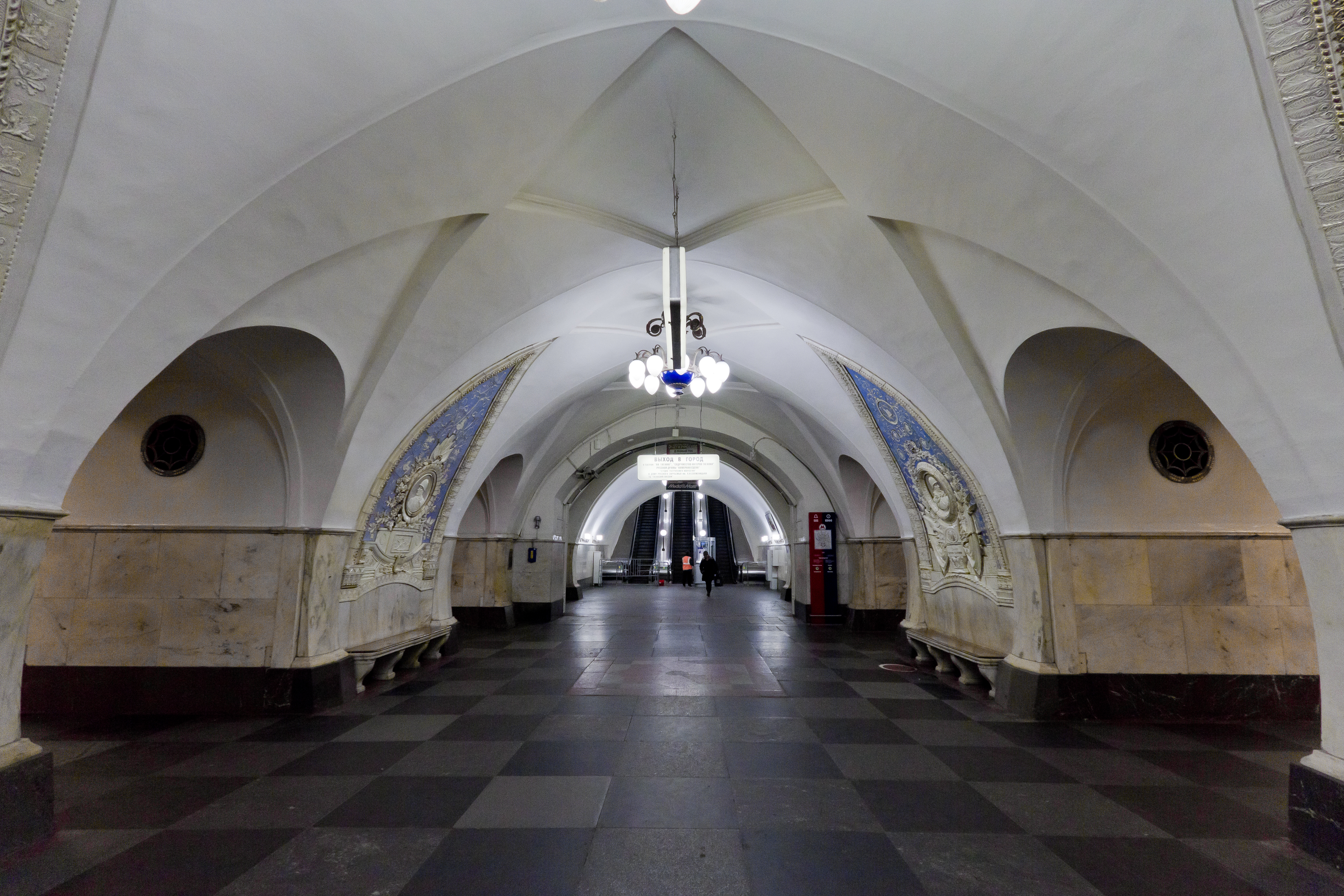
Зал станции, 1 января 2012 года
Посадочная платформа
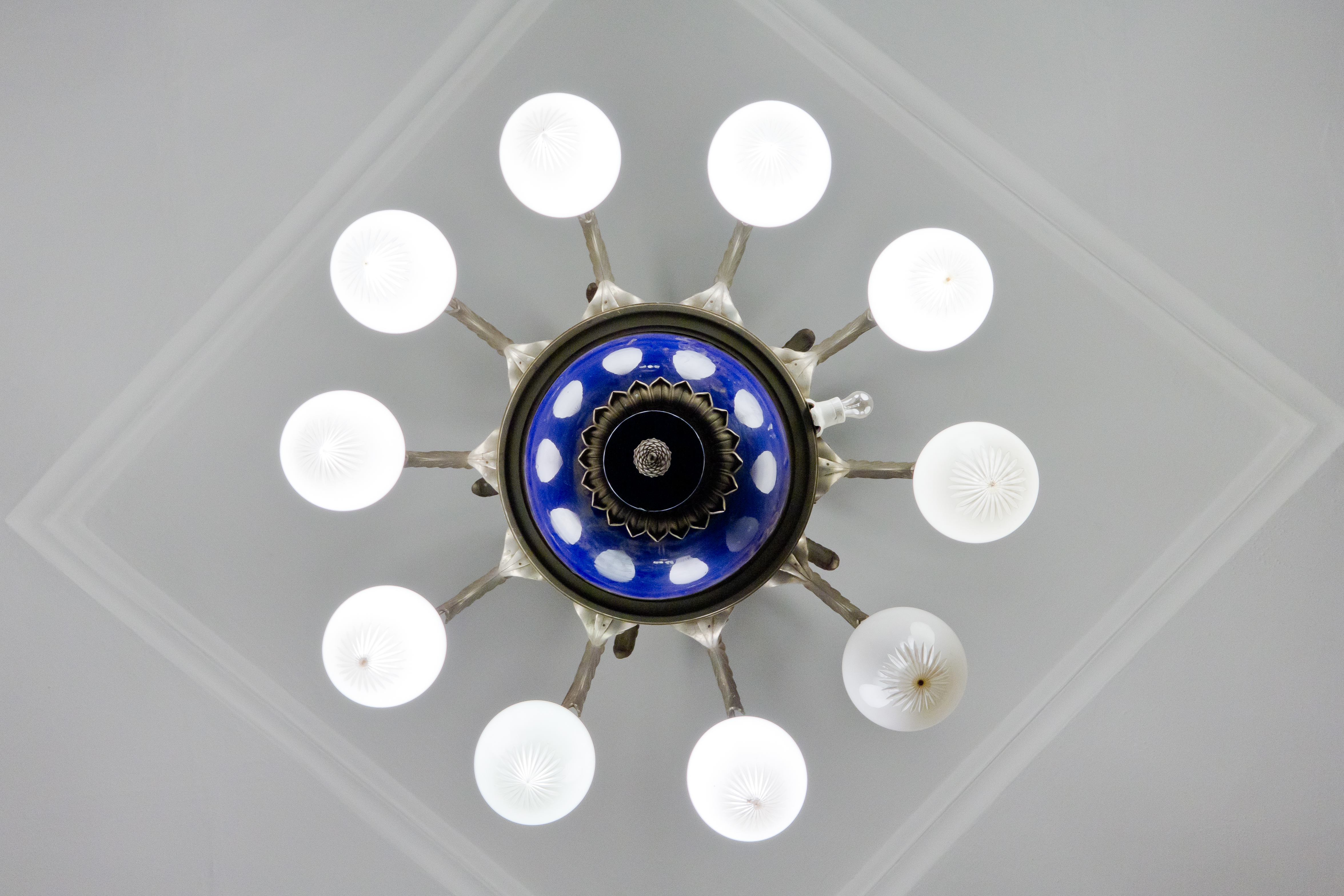
Люстра
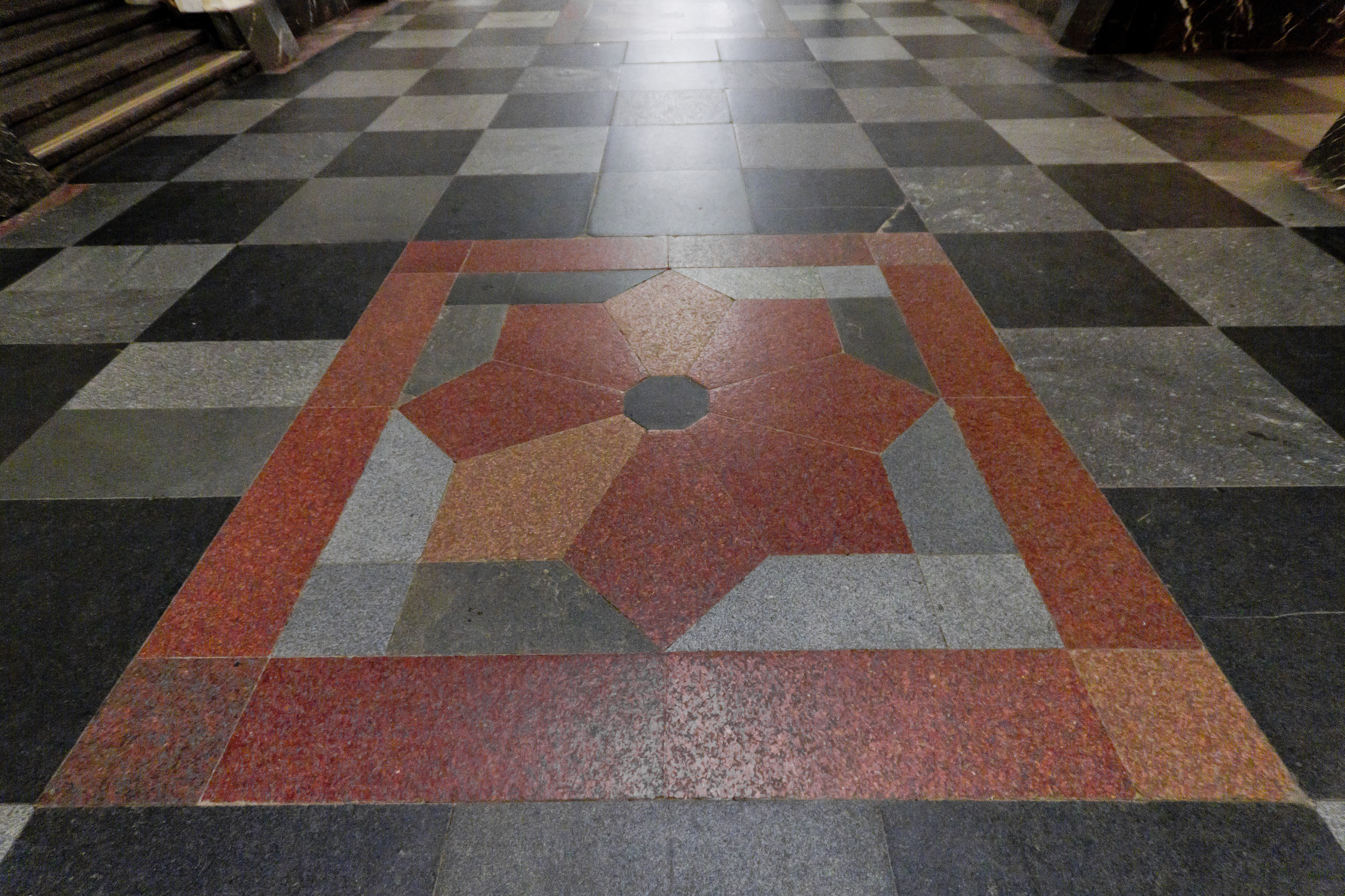
Облицовка пола
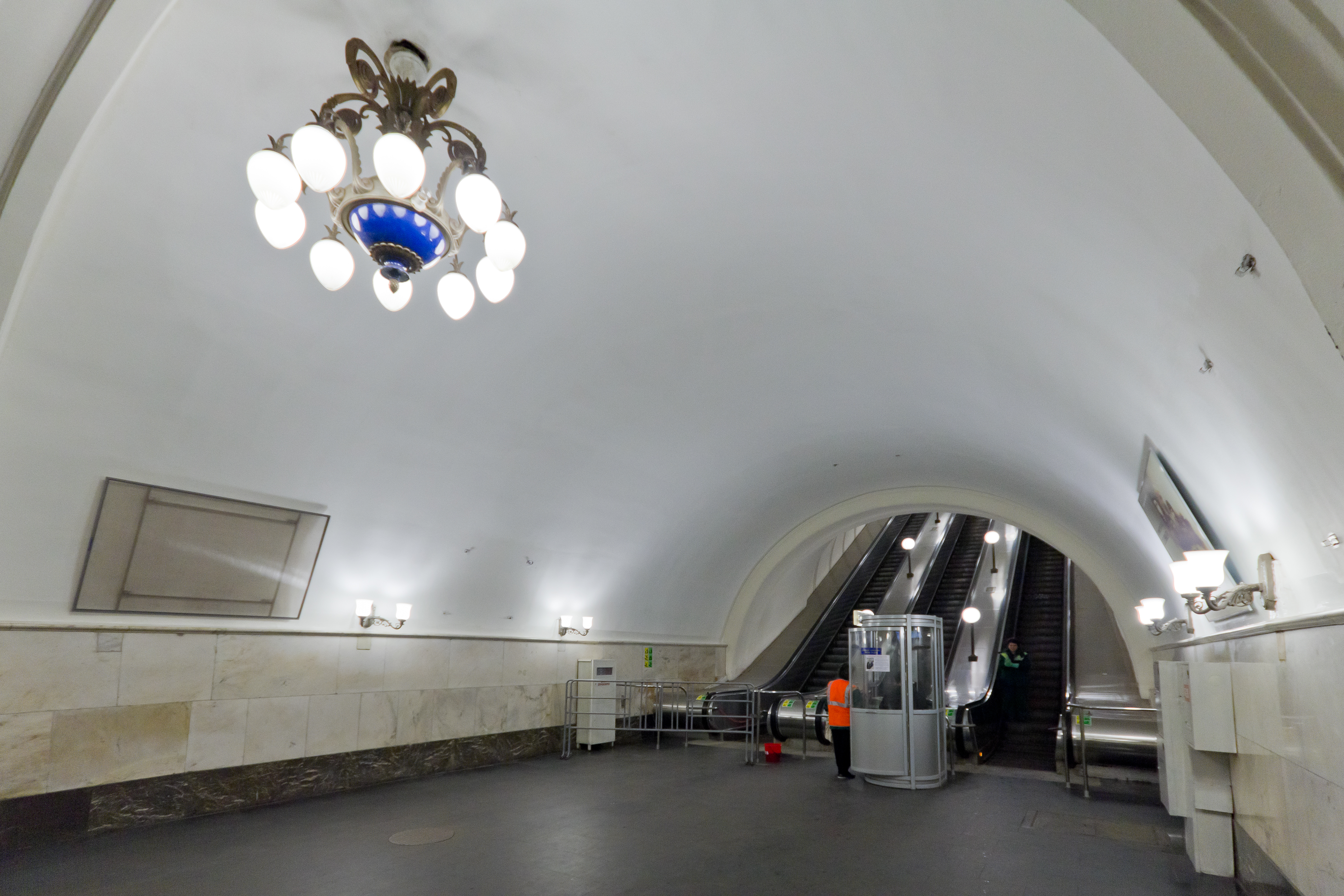
Выход в город
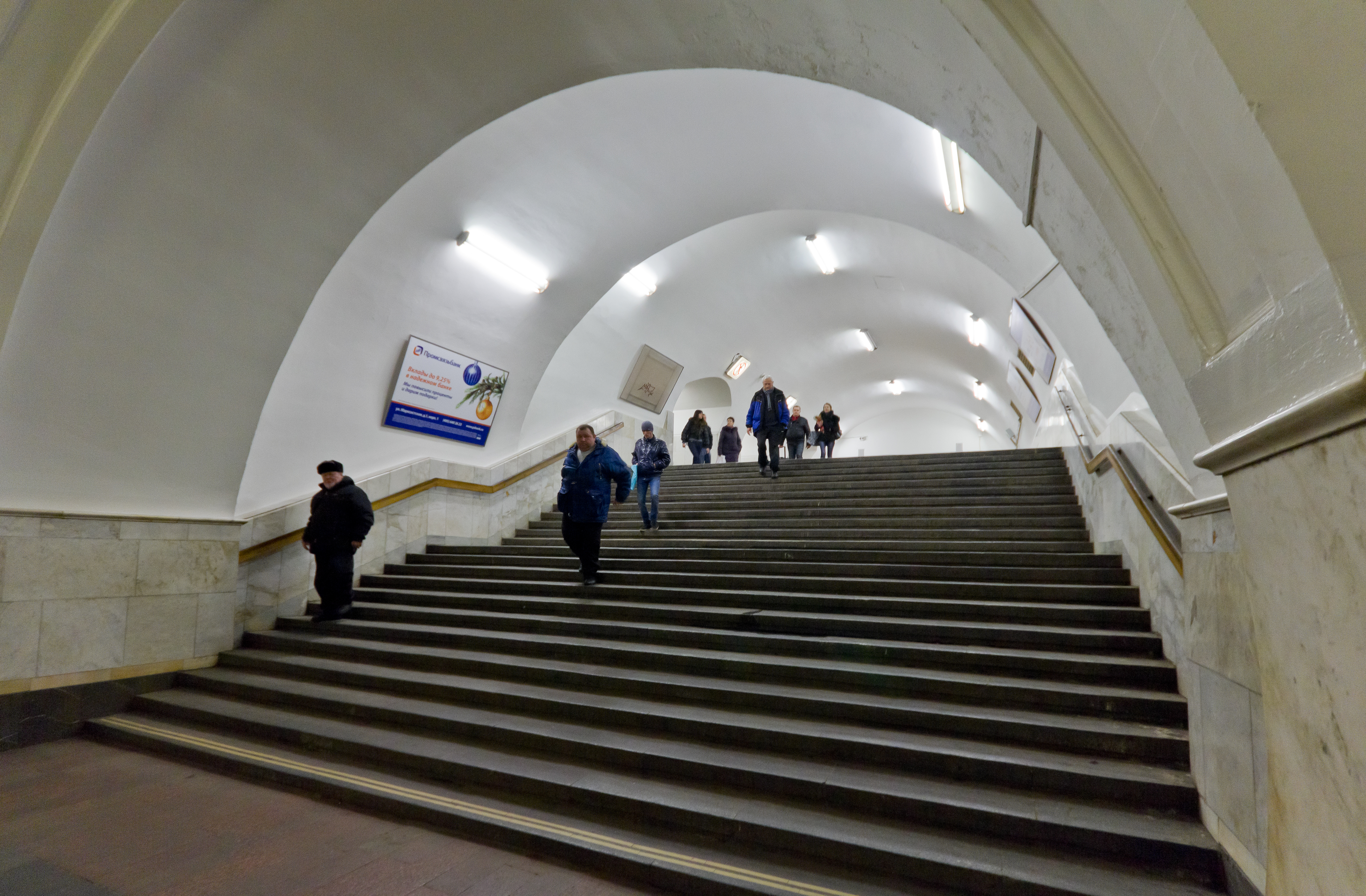
Переход на ТКЛ
Переход на «Марксистскую»
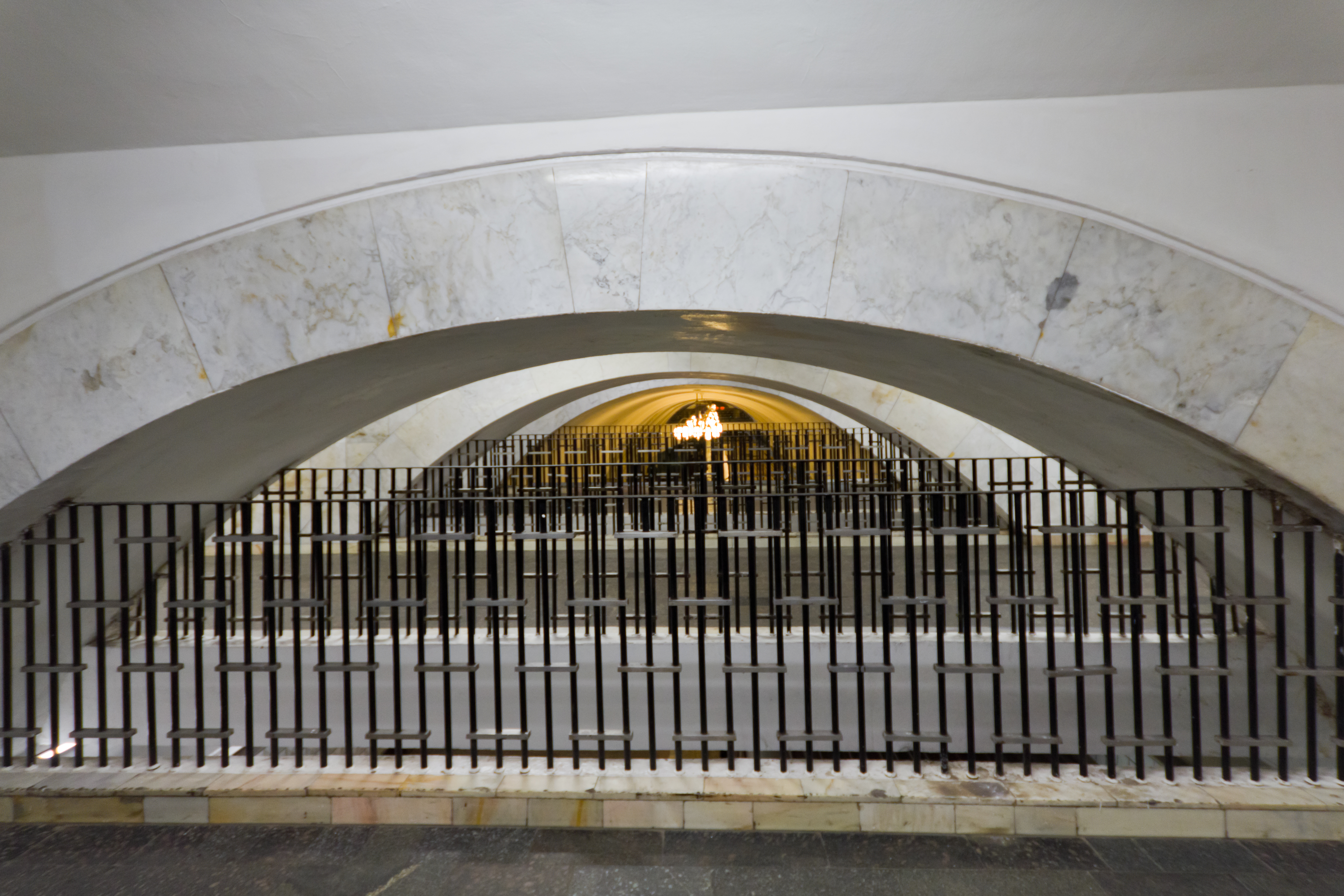
Вид с мостика перехода на ТКЛ
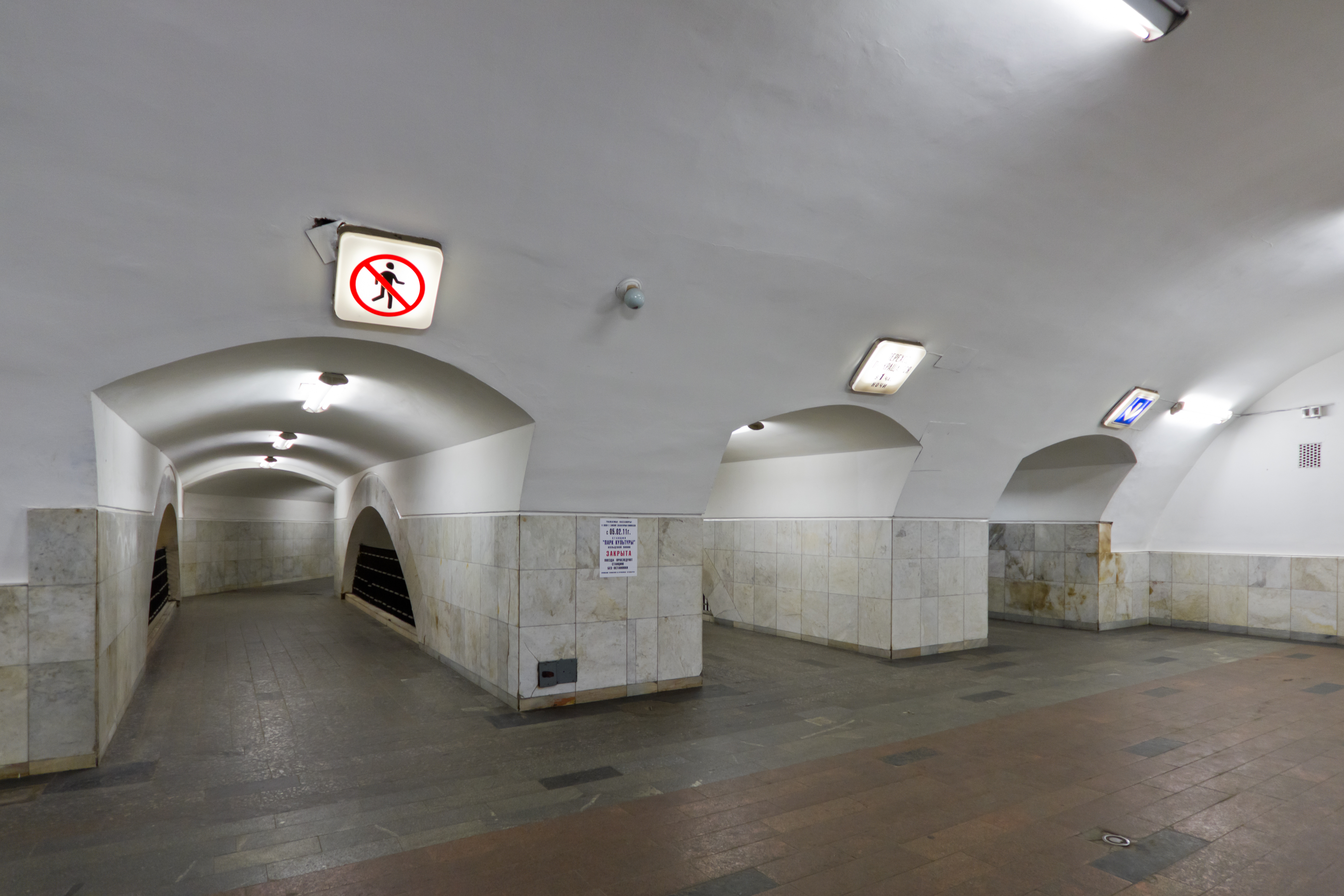
Один из переходов
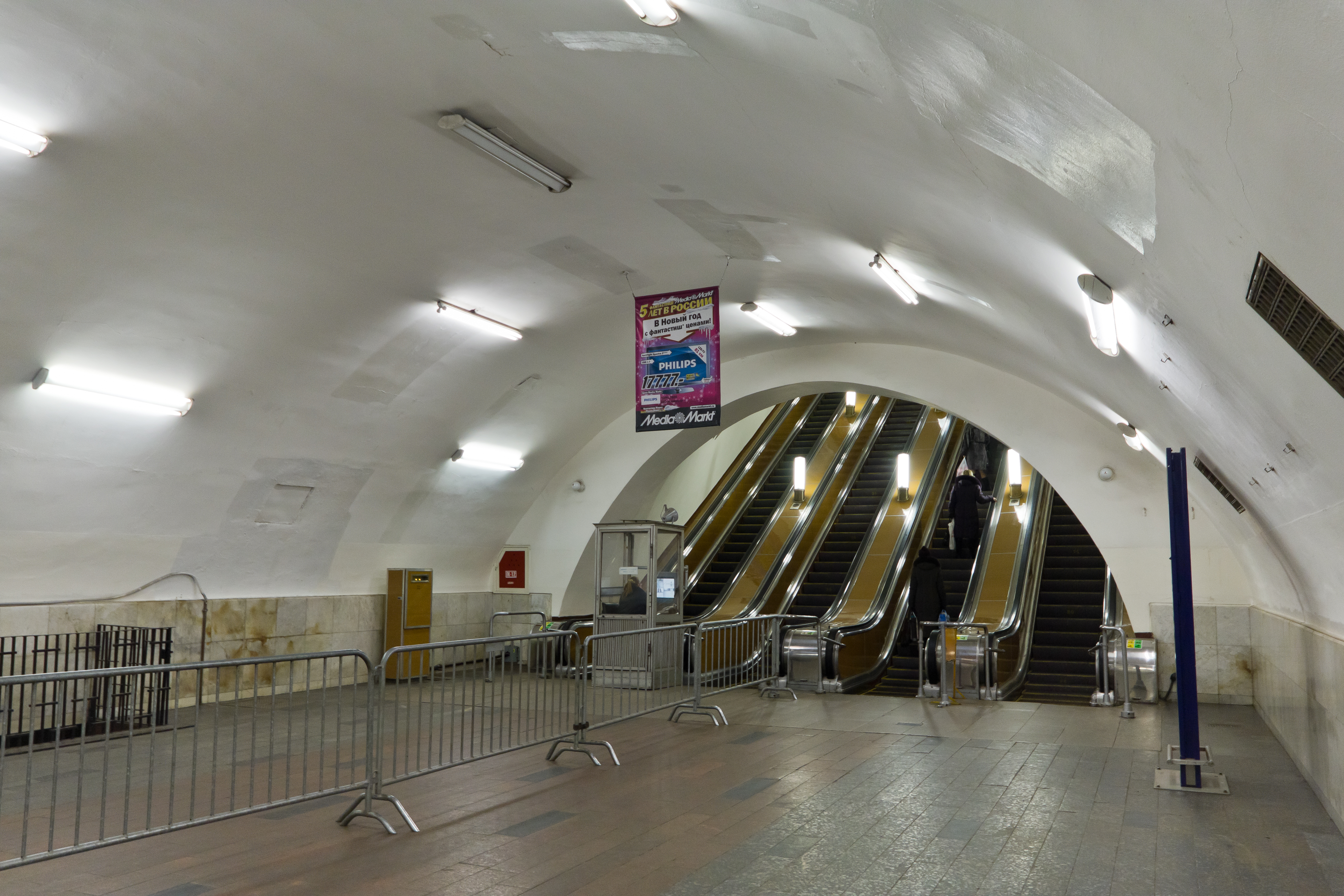
Эскалаторы в переходе на ТКЛ

## Эксплуатация
Близ станции от путей Кольцевой линии отходит соединительная ветвь, используемая для служебных перевозок; посредством этой ветви Кольцевая линия связана с Таганско-Краснопресненской и Калининской линиями.
Пикет ПК27+63,4.
- Таблица времени прохождения первого поезда через станцию[18]:

| По чётным числам               | Будние дни | Выходные дни |
| По нечётным числам             | Будние дни | Выходные дни |
| В сторону станции «Курская»    | 05:48:00   | 05:50:00     |
| В сторону станции «Курская»    | 05:48:00   | 05:49:00     |
| В сторону станции «Павелецкая» | 05:48:00   | 05:47:00     |
| В сторону станции «Павелецкая» | 05:49:00   | 05:49:00     |

## Расположение
Станция метро «Таганская» Кольцевой линии расположена между станциями «Курская» и «Павелецкая». Наземный вестибюль расположен на Таганской площади.

## Наземный общественный транспорт
На этой станции можно пересесть на следующие маршруты городского пассажирского транспорта:
- Автобусы: м7, е70, е80, 51, 74, 567, с755, 766, с856, Б, т27, т53, т63, н5, н7, н13

### Достопримечательности
- Театр на Таганке
- Церковь Николая Чудотворца на Болвановке
- Музей холодной войны

## Станция в культуре
- Станция упоминается в постапокалиптическом романе Дмитрия Глуховского «Метро 2033». Согласно книге, станция входила в состав Содружества станций Кольцевой линии, чаще именуемого Ганзой. Жители этой станции, как и всего содружества, живут за счёт торговли и взимания пошлин с торговцев[20].
- В репертуаре группы «Любэ» есть песня «Станция „Таганская“».
- Именно тут был обнаружен нацистский преступник Алекс Лютый.